# Cornebarrieu
Cornebarrieu è un comune francese di 5 712 abitanti, situato nel dipartimento dell'Alta Garonna, nella regione dell'Occitania.

## Società

### Evoluzione demografica
Abitanti censiti